# Бомон (Ардеш)
Бомо́н (фр. и окс. Beaumont) — коммуна во Франции, находится в регионе Рона — Альпы. Департамент коммуны — Ардеш. Входит в состав кантона Вальгорж. Округ коммуны — Ларжантьер.
Код INSEE коммуны — 07029.

## Население
Население коммуны на 2008 год составляло 208 человек.
| 1962 | 1968 | 1975 | 1982 | 1990 | 1999 | 2008 |
| ---- | ---- | ---- | ---- | ---- | ---- | ---- |
| 166  | 193  | 162  | 173  | 161  | 173  | 208  |

## Экономика
В 2007 году среди 127 человек в трудоспособном возрасте (15—64 лет) 82 были экономически активными, 45 — неактивными (показатель активности — 64,6 %, в 1999 году было 69,4 %). Из 82 активных работали 73 человека (40 мужчин и 33 женщины), безработных было 9 (4 мужчин и 5 женщин). Среди 45 неактивных 8 человек были учениками или студентами, 24 — пенсионерами, 13 были неактивными по другим причинам.

## Фотогалерея

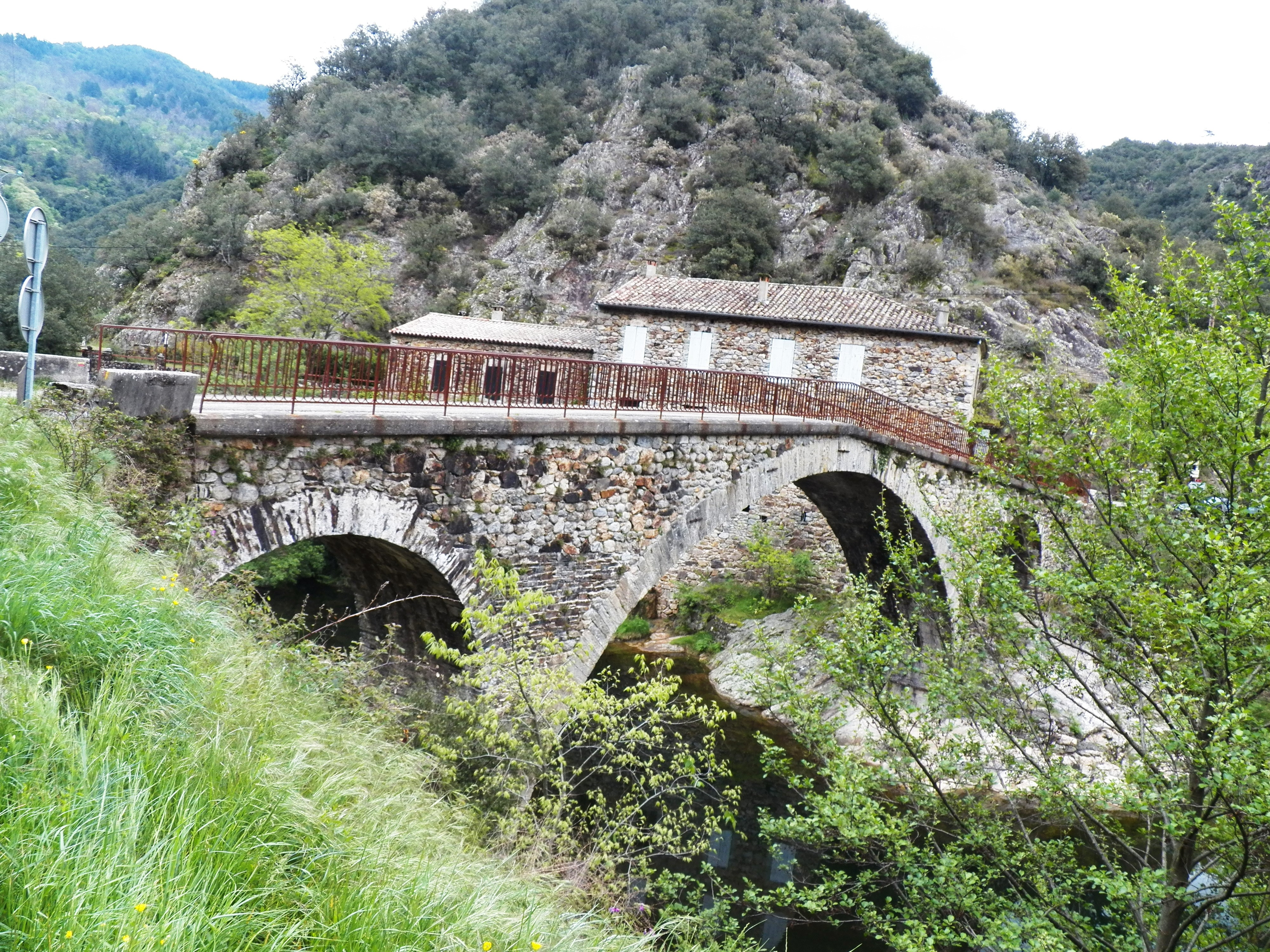
Мост ду Гуа
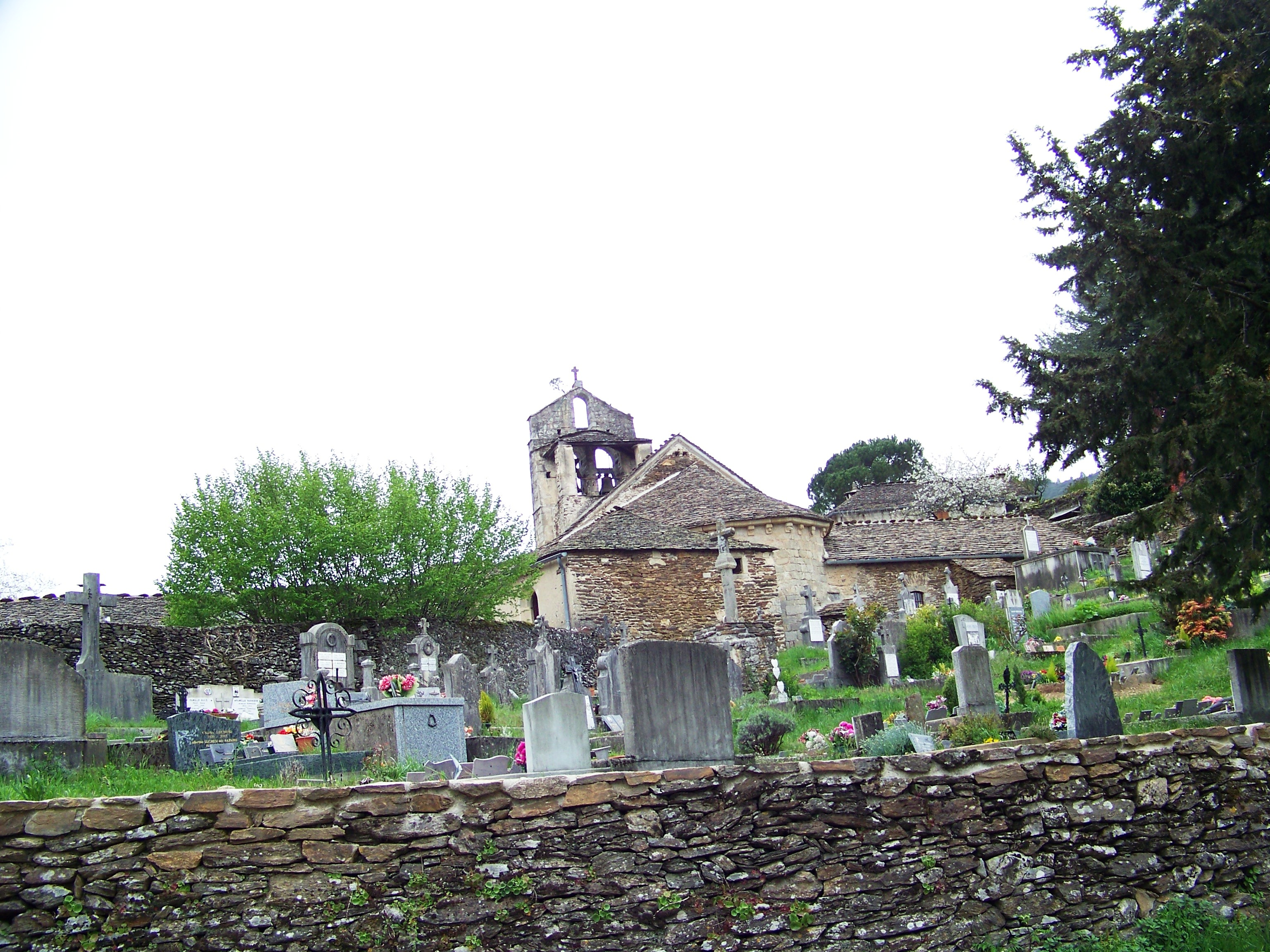
Кладбище при церкви
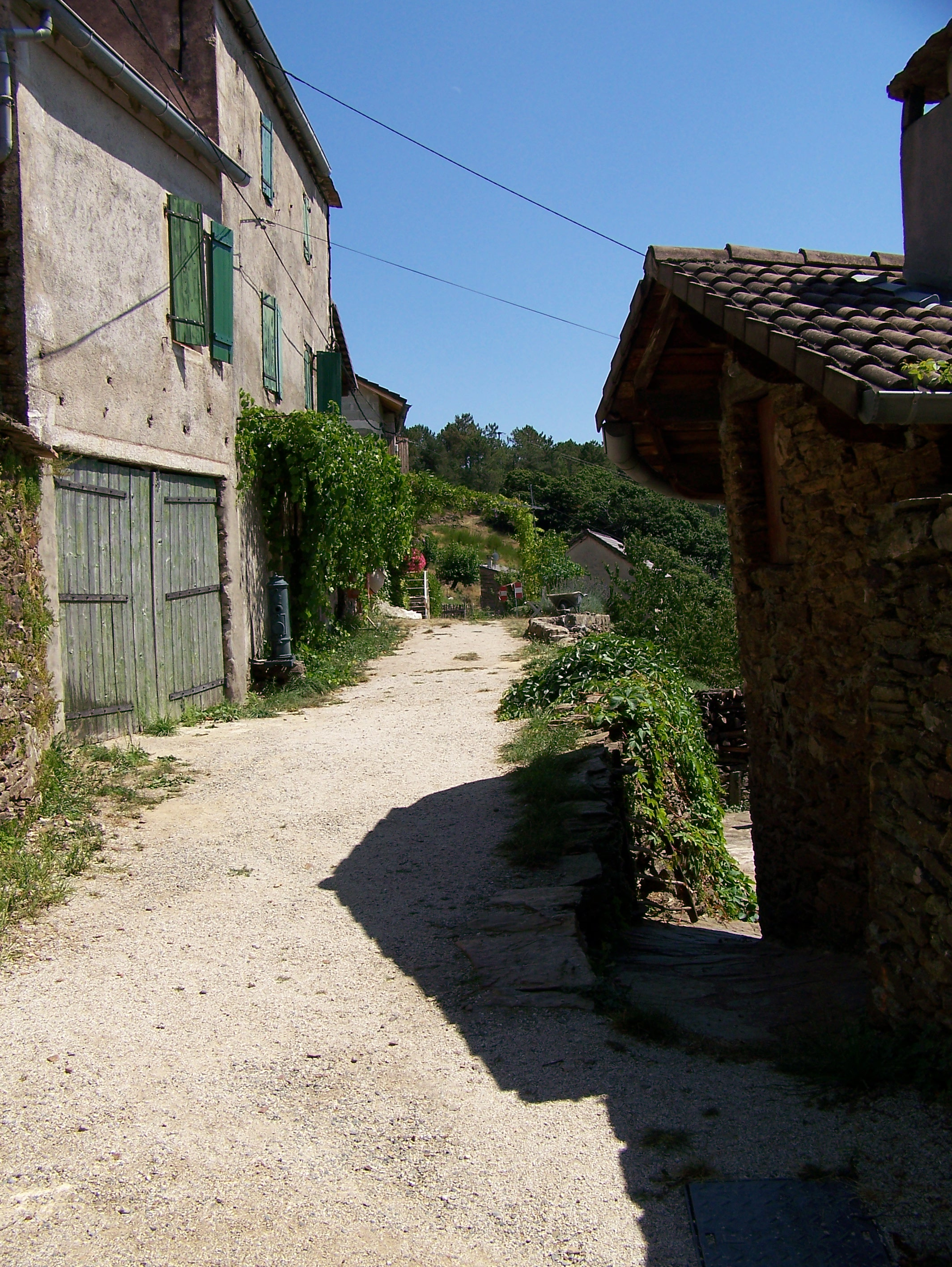
Переулок
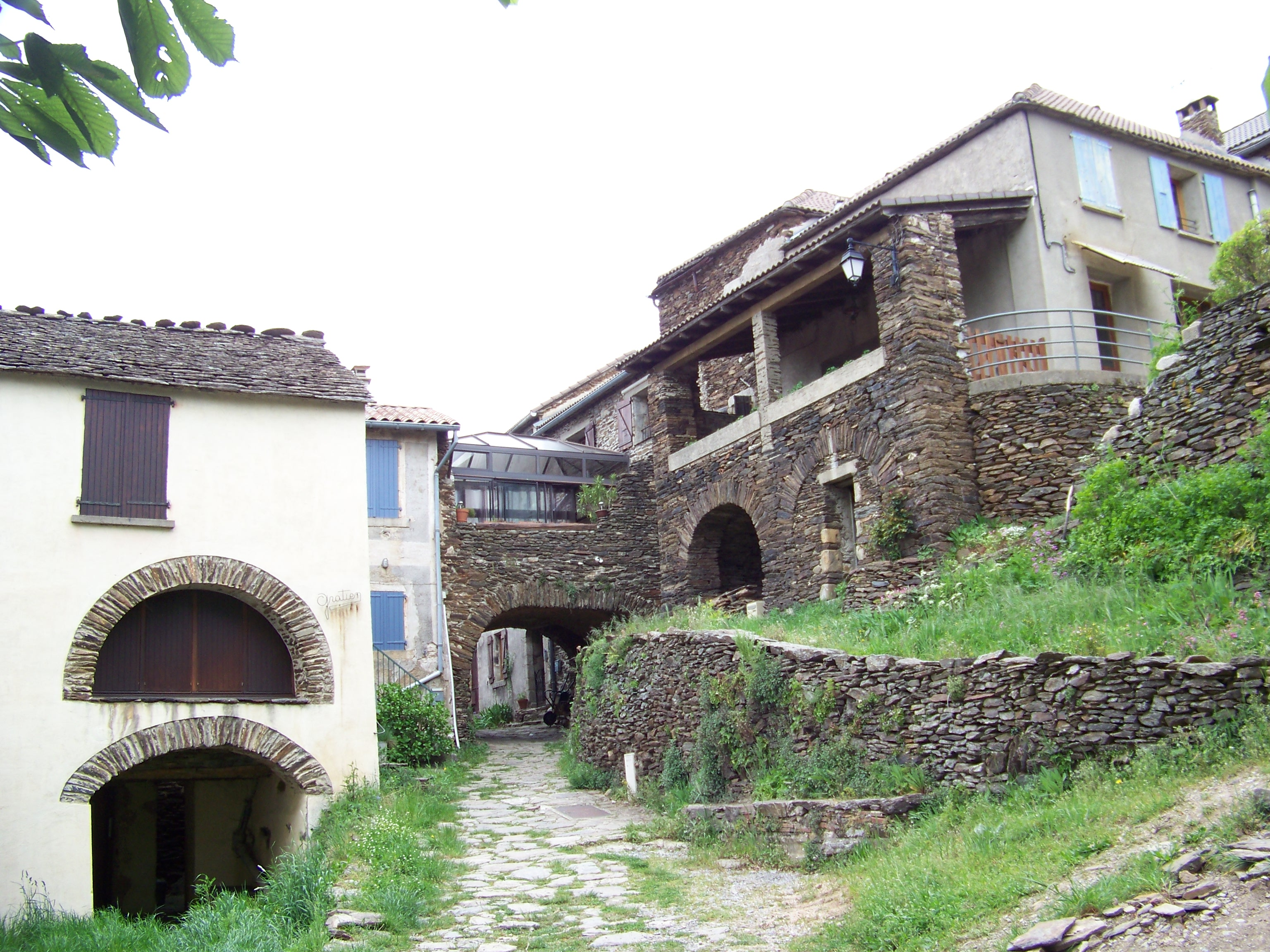
Архитектура Ардеш Севенны
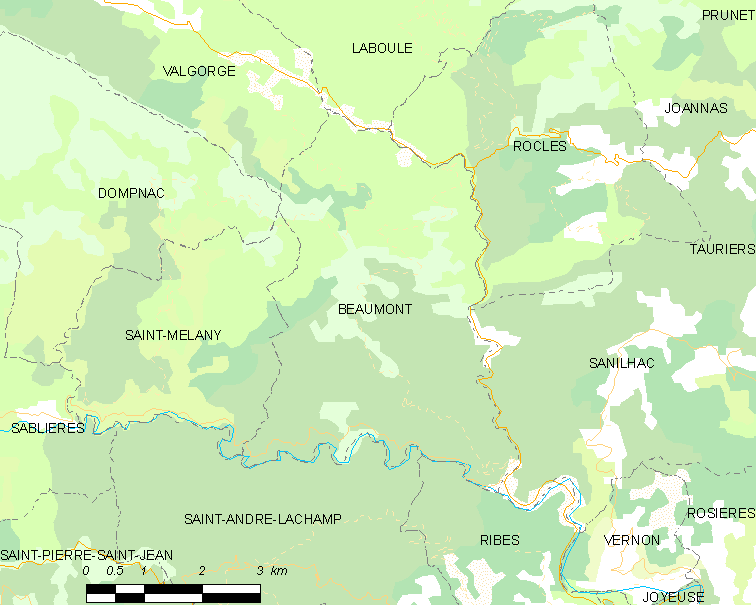
Карта коммуны